# Osiedle Centrum (Iława)

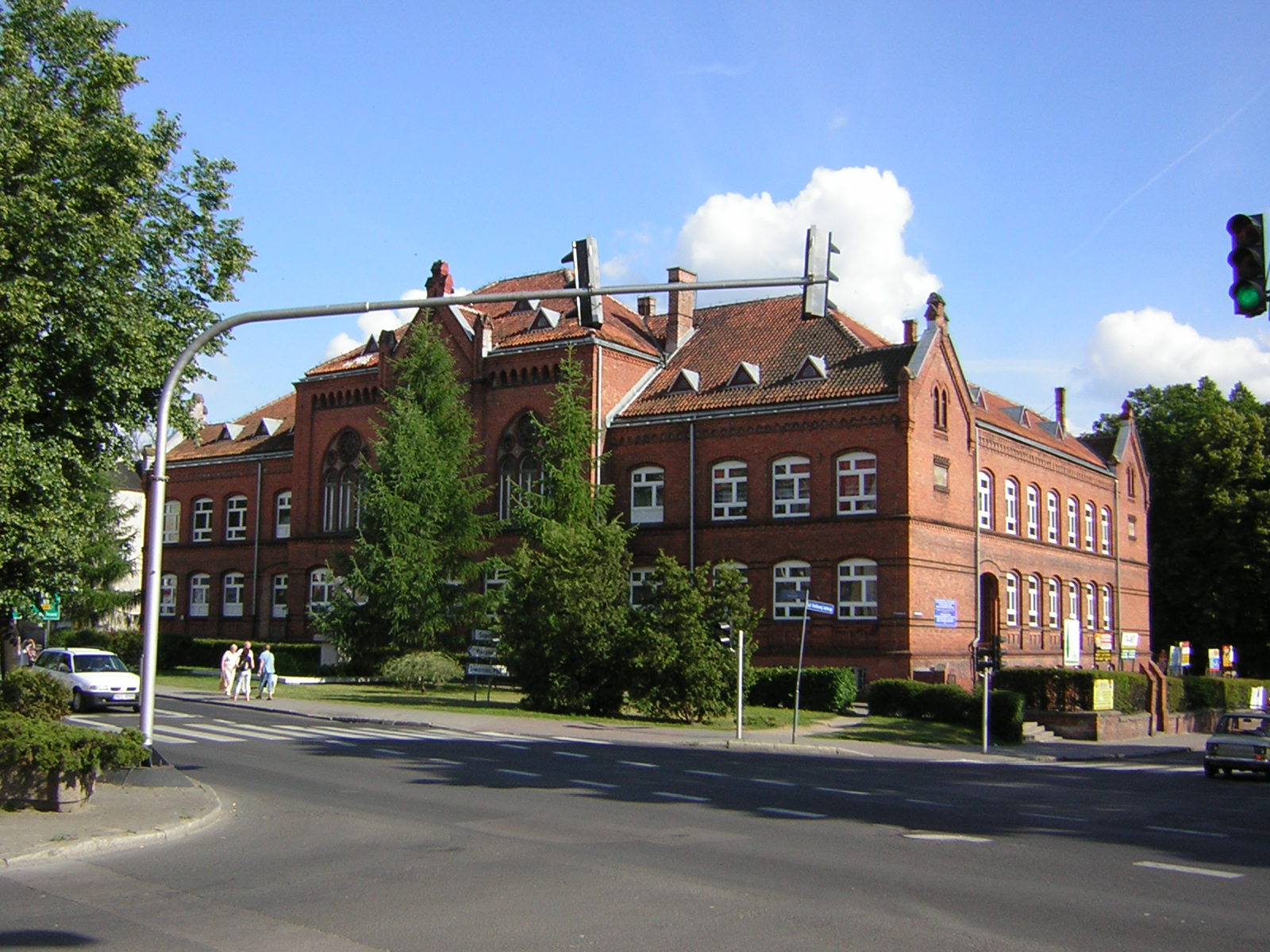
Budynek Gimnazjum nr 1

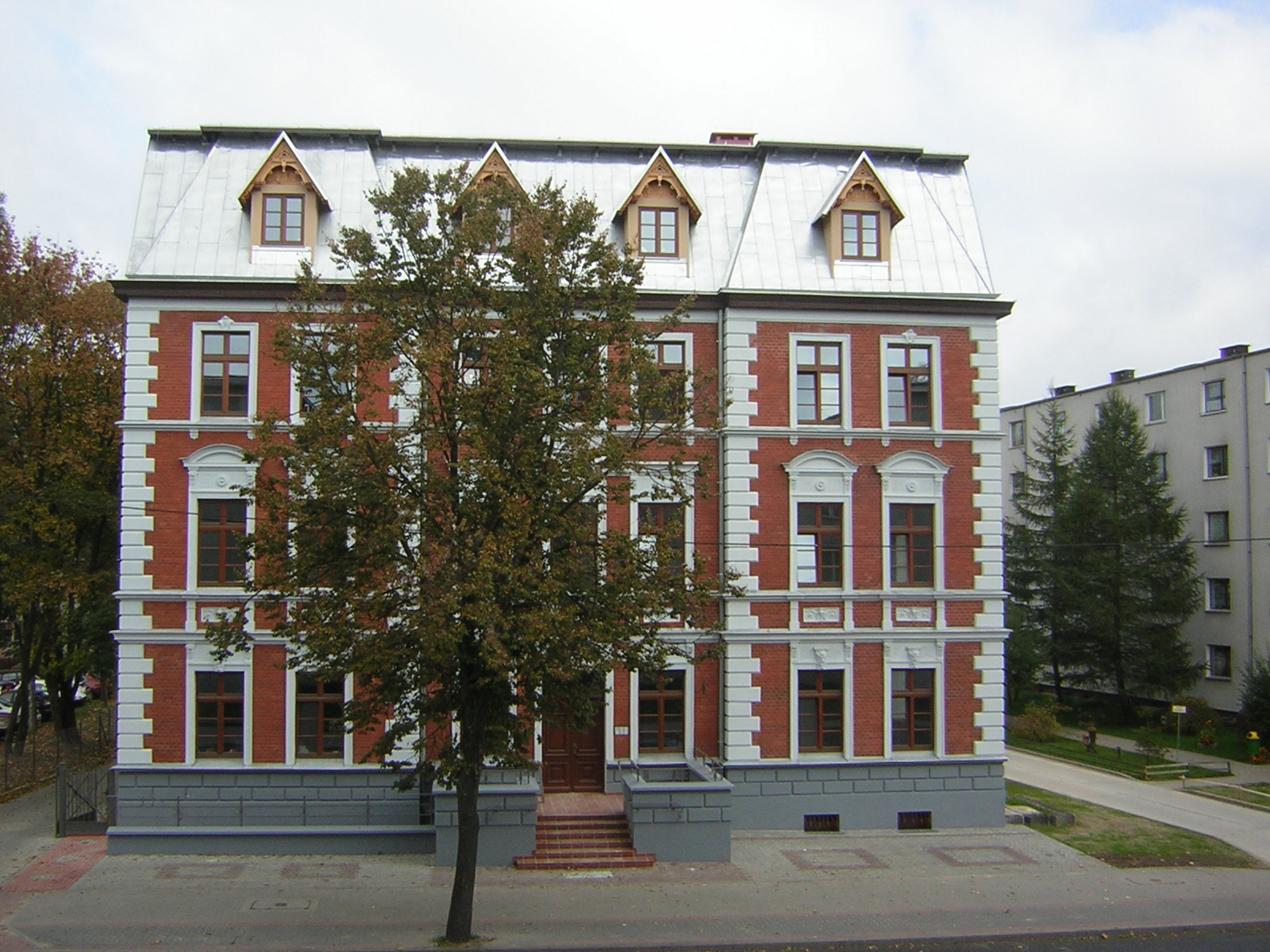
Kamienica przy ul. Kościuszki 35

Centrum – osiedle w Iławie położone w centralnej części miasta, pomiędzy Starym Miastem na zachodzie a rzeką Iławką na północy i wschodzie oraz linią kolejową na południu.

## Obiekty
- Poczta Główna
- Galeria Handlowa "Jeziorak"
- Szkoła Wyższa im. Pawła Włodkowica
- Państwowa Szkoła Muzyczna
- Szkoła Podstawowa nr 3
- Szkoła Podstawowa nr 6
- Gimnazjum nr 1 im. Mikołaja Kopernika
- Nadleśnictwo Iława
- Park Miejski
- amfiteatr im. Louisa Armstronga
- placówki banków: Millennium, PKO BP
- zabytki:
  - Barokowe rzeźby w Parku Miejskim
  - budynek Gimnazjum nr 1 im. Mikołaja Kopernika
  - Jaz piętrzący
  - Kamienica przy ul. Kościuszki 15
  - Kamienica przy ul. Kościuszki 6
  - Kamienica przy ul. Niepodległości 4
  - Pałacyk neoklasycystyczny
  - Stajnia-Wozownia

## Ulice
- Dąbrowskiego (część)
- Grunwaldzka
- Jagiellończyka
- Jagiełły
- bulwar Jana Pawła II (część)
- Konopnickiej
- Kościuszki
- Królowej Jadwigi
- Mickiewicza
- Narutowicza
- Niepodległości (część)
- Obrońców Westerplatte
- Sobieskiego (część)
- Szeptyckiego

## Komunikacja
Przez teren osiedla przebiegają trasy 7 linii komunikacyjnych. Są to linie numer:
- 1 – (Długa-Cmentarz)
- 2 – (Długa-Ogrody)
- 3 – (Długa-Nowa Wieś)
- 4 – (Dworzec Główny-Aleja Jana Pawła II)
- 5 – (Długa-Sienkiewicza)
- 7 – (Nowa Wieś-Nowa Wieś)
- 8 – (Długa-Radomek)

Linie biegną ulicami: Kościuszki, Niepodległości, Dąbrowskiego, Królowej Jadwigi i Sobieskiego.